# Saint-Crépin (Charente Marítim)
Saint-Crépin és un municipi francès situat al departament del Charente Marítim i a la regió de la Nova Aquitània. L'any 2007 tenia 250 habitants.

## Demografia

### Població
El 2007 la població de fet de Saint-Crépin era de 250 persones. Hi havia 106 famílies de les quals 28 eren unipersonals (12 homes vivint sols i 16 dones vivint soles), 41 parelles sense fills, 29 parelles amb fills i 8 famílies monoparentals amb fills.
La població ha evolucionat segons el següent gràfic:
Habitants censats

### Habitatges
El 2007 hi havia 127 habitatges, 108 eren l'habitatge principal de la família, 15 eren segones residències i 4 estaven desocupats. Tots els 127 habitatges eren cases. Dels 108 habitatges principals, 83 estaven ocupats pels seus propietaris, 21 estaven llogats i ocupats pels llogaters i 4 estaven cedits a títol gratuït; 3 tenien dues cambres, 6 en tenien tres, 26 en tenien quatre i 73 en tenien cinc o més. 83 habitatges disposaven pel capbaix d'una plaça de pàrquing. A 54 habitatges hi havia un automòbil i a 46 n'hi havia dos o més.

### Piràmide de població
La piràmide de població per edats i sexe el 2009 era:
| Homes | Edats   | Dones |
| ----- | ------- | ----- |
| 0     | 95 o +  | 0     |
| 0     | 90 a 94 | 0     |
| 4     | 85 a 89 | 4     |
| 4     | 80 a 84 | 8     |
| 4     | 75 a 79 | 4     |
| 8     | 70 a 74 | 8     |
| 4     | 65 a 69 | 4     |
| 4     | 60 a 64 | 4     |
| 4     | 55 a 59 | 4     |
| 0     | 50 a 54 | 16    |
| 20    | 45 a 49 | 16    |
| 8     | 40 a 44 | 0     |
| 4     | 35 a 39 | 4     |
| 4     | 30 a 34 | 4     |
| 16    | 25 a 29 | 12    |
| 4     | 20 a 24 | 4     |
| 8     | 15 a 19 | 4     |
| 0     | 10 a 14 | 4     |
| 4     | 5 a 9   | 4     |
| 0     | 0 a 4   | 0     |

## Economia
El 2007 la població en edat de treballar era de 159 persones, 124 eren actives i 35 eren inactives. De les 124 persones actives 113 estaven ocupades (69 homes i 44 dones) i 11 estaven aturades (5 homes i 6 dones). De les 35 persones inactives 15 estaven jubilades, 7 estaven estudiant i 13 estaven classificades com a «altres inactius».

### Ingressos
El 2009 a Saint-Crépin hi havia 113 unitats fiscals que integraven 270 persones, la mediana anual d'ingressos fiscals per persona era de 16.632 €.

### Activitats econòmiques
Dels 17 establiments que hi havia el 2007, 1 era d'una empresa extractiva, 2 d'empreses de fabricació d'altres productes industrials, 6 d'empreses de construcció, 2 d'empreses de comerç i reparació d'automòbils, 1 d'una empresa de transport, 1 d'una empresa d'hostatgeria i restauració, 1 d'una empresa immobiliària, 2 d'empreses de serveis i 1 d'una empresa classificada com a «altres activitats de serveis».
Dels 5 establiments de servei als particulars que hi havia el 2009, 1 era un paleta, 3 guixaires pintors i 1 empresa de construcció.
L'únic establiment comercial que hi havia el 2009 era una gran superfície de material de bricolatge.
L'any 2000 a Saint-Crépin hi havia 21 explotacions agrícoles que ocupaven un total de 1.280 hectàrees.

## Equipaments sanitaris i escolars
El 2009 hi havia una escola elemental integrada dins d'un grup escolar amb les comunes properes formant una escola dispersa.

## Poblacions més properes
El següent diagrama mostra les poblacions més properes.